# خط میلنیوم
خط میلنیوم (انگلیسی: Millennium Line) خط دوم سیستم حمل و نقل سریع اسکای‌ترین (ونکوور) در منطقه مترو ونکوور بریتیش کلمبیا، کانادا است. این خط تحت مالکیت و اداره BC Rapid Transit Company، یکی از شرکت‌های تابعه TransLink است و شهرهای ونکوور، برنابی، کوکیتلام و پورت مودی را به هم متصل می‌کند.